# El-Kanemi Warriors
El-Kanemi Warriors es un equipo de fútbol de Nigeria que milita en la Liga Premier de Nigeria, la liga de fútbol más importante del país.

## Historia
Fue fundado en el año 1986 en la ciudad de Maiduguri, en el Estado de Borno y nunca han sido campeones de la máxima categoría en Nigeria. Conttablilzan dos títulos de la Liga Nacional de Nigeria y 3 títulos de copa.
A nivel internacional han participado en 3 torneos continentales, en donde su mejor participación ha sido en la Recopa Africana 1993, en la que fueron eliminados en las semifinales por el Al Ahly de Egipto.

## Palmarés
- Liga Nacional de Nigeria: 3

1991, 2000, 2023/24
- Copa de Nigeria: 3

1991, 1992, 2024

## Participación en competiciones de la CAF
| Temporada | Torneo                       | Ronda            | Club           | Casa | Visita | Global |
| --------- | ---------------------------- | ---------------- | -------------- | ---- | ------ | ------ |
| 1992      | Recopa Africana              | 1                | Elecsport      | 1-0  | 0-2    | 1-2    |
| 1993      | Recopa Africana              | 1                | CD Elá Nguema  | 4-0  | 0-0    | 4-0    |
| 1993      | Recopa Africana              | 2                | Olympic Mvolyé | 4-0  | 0-3    | 4-3    |
| 1993      | Recopa Africana              | Cuartos de final | Stade Tunisien | 1-1  | 1-0    | 2-1    |
| 1993      | Recopa Africana              | Semifinales      | Al Ahly        | 0-0  | 0-3    | 0-3    |
| 2024/25   | Copa Confederación de la CAF | 1                | Dadje FC       | 1-1  | 1-2    | 2-3    |

## Jugadores

### Jugadores destacados
- Joetex Frimpong
- Nasiru Aliyu
- Segun Atere
- Kabiru Baleria
- Bala Garba
- Ikechukwu Ibenegbu
- Chikeluo Iloanusi
- Barnabas Imenger
- Ajibade Omolade
- Tomasz Esua
- Ezenwa Otorogu
- Sunday Rotimi
- Ifeanyi Ike Samuel
- Samson Siasia
- Nduka Ugbade
- Paul Yusuf